# Крученый (приток Южного Вертного)
Крученый — река (по другим данным — ручей) в России, протекает по Республике Коми по территории района Печора. Длина реки составляет 12 км.

## География
Начинается в болотах глубиной 1,6 м в междуречье Южного Вертного и Вертного. Течёт по елово-берёзовой тайге в западном направлении. Устье реки находится в 10 км по левому берегу Южного Вертного на высоте 107,5 м над уровнем моря.

## Данные водного реестра
По данным государственного водного реестра России относится к Двинско-Печорскому бассейновому округу, водохозяйственный участок реки — Печора от водомерного поста у посёлка Шердино до впадения реки Уса, речной подбассейн реки — бассейны притоков Печоры до впадения Усы. Речной бассейн реки — Печора.
Код объекта в государственном водном реестре — 03050100212103000063313.